# Hyperaspis excelsa
Hyperaspis excelsa är en skalbaggsart som beskrevs av Henry Clinton Fall 1901. Hyperaspis excelsa ingår i släktet Hyperaspis och familjen nyckelpigor. Inga underarter finns listade i Catalogue of Life.